# قاشقاقشلاق حاج اکبر
قاشقاقشلاق حاج اکبر یک روستا در ایران است که در استان اردبیل واقع شده‌است. قاشقاقشلاق حاج اکبر ۲۳ نفر جمعیت دارد.